# 副基體綱
副基體綱 (Parabasalia) 是古蟲界中一群具有鞭毛的原生生物，大部分的物種與動物共生，例如白蟻和某些蟑螂腸道內的物種，這些共生原生生物同時也與細菌共生，細菌會協助原生生物分解纖維素，間接幫助白蟻和蟑螂分解纖維素。副基體綱中某些物種為寄生性，某些則會導致人類疾病。

## 特徵

副基體綱的細胞結構（毛滴蟲）：1-前鞭毛, 2-基體, 3-副基體, 4-costa, 5-副基體纖維, 6-波狀膜, 7-後鞭毛, 8-造氫體, 9-軸柱, 10-細胞核, 11-盾膜.

細胞前端生有一叢或多叢的鞭毛。副機體綱的特徵是基體 (basal body) 藉由副基體纖維 (parabasal fibers) 與高基氏體連接。大部分物種胞內有一束維管，從細胞前端延伸至細胞末端，有些物種還會突出胞外，此構造稱作軸柱 (axostyle)，副基體綱的軸柱構造與銳滴蟲目的軸柱不同。
副基體綱為不具粒線體的厭氧生物，不具粒線體，副基體綱擁有一種小型的造氫體 (hydrogenosome)，學者推測這些造氫體是由退化的粒線體演化而來。其他不具粒線體的鞭毛蟲也具有類似的造氫體，學者認為這些具有造氫體的鞭毛蟲和副基體綱的親緣關係接近，於是將其稱作「後滴門 (metamonad)」。副基體綱不具有食槽 (feeding groove) ，這個特徵和粒線體一樣是在演化過程中消失的。

## 分類
副前基體綱分類狀況凌亂，被不同的學者分類方式不同，一般分為七到十個目，現在則被分為四個目：Trichonymphida、Spirotrichonymphida、Cristamonadida，和 Trichomonadida。
- 毛滴蟲目 (Trichomonadida) 具有4-6根鞭毛，其中一根鞭毛附著在細胞的側面，常形成波狀膜。很多物種寄生在脊椎動物中，例如陰道滴蟲會經由人類性行為傳播。
- Trichonymphida、Spirotrichonymphida、Cristamonadida 則具有較多的鞭毛，大多棲息在昆蟲的腸道內[5]。